# Топаз
Топа́з — мінерал класу силікатів.

## Етимологія
За словами римського натураліста Плінія Старшого, назва «Топаз» походить з острова Топазос (імовірно, острів Сент-Джонс), розташованого в Червоному морі. Фактично там топазу не було, але видобували олівін, який довгий час плутали з топазом. Інше пояснення присвоює назву санскритському слову tapas, що означає «вогонь» або «світло». В українській науковій літературі топаз вперше згадується в лекції «Про камені та геми» Ф. Прокоповича (Києво-Могилянська академія, 1705—1709 рр.), де він прирівнюється до хризоліту за кольором.

## Загальний опис

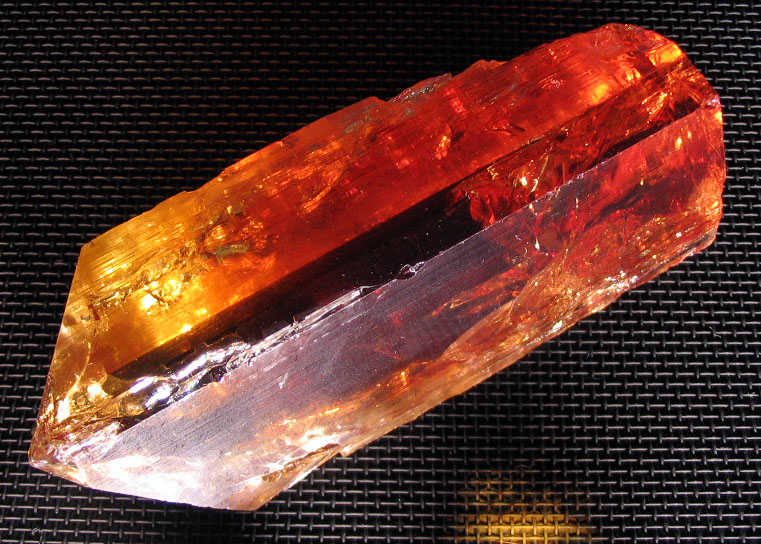
Червоний топаз

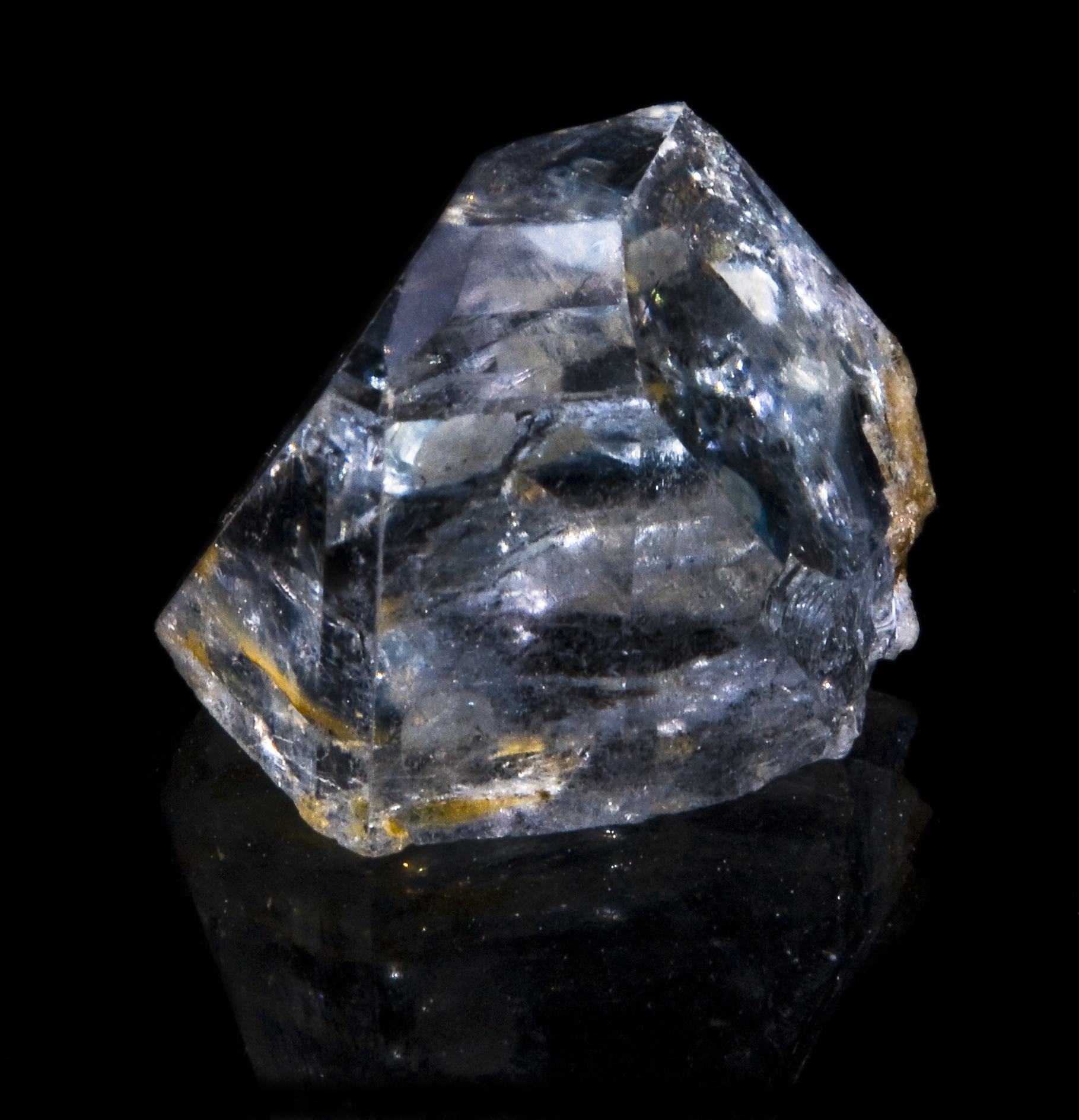
Прозоро-блакитний топаз

Хімічний склад: Хімічна формула: Al2 [SiO4] (F, ОН)2. Містить (%): Al2O3 — 62,0—48,2 %; SiO2 — 28,2—39,0 %; F — 13,0—20,4 %; H2O — до 2,45 %.

## Кристалографія

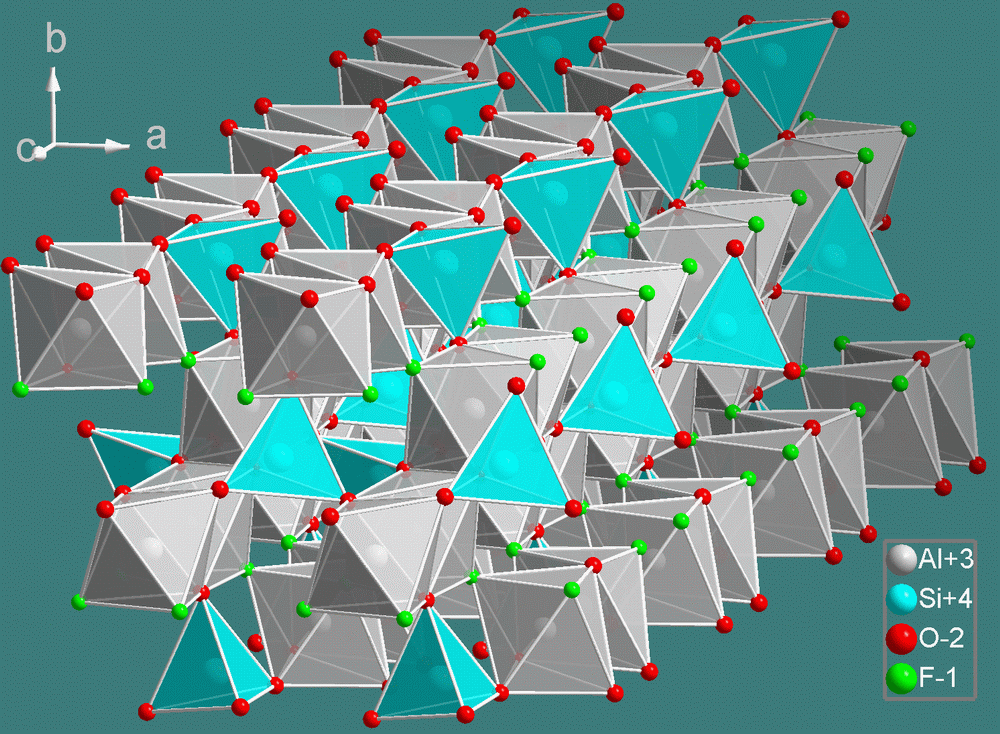
Кристалічна структура топазу

Сингонія топазу ромбічна, ромбо-біпірамідальний вид симетрії. Агрегати і габітус. Топаз належить до добре кристалографічно індивідуалізованих мінералів. Звичайно він зустрічається у вигляді окремих кристалів і кристалічних груп, а також створює тичкуваті, зернисті й масивні агрегати. Кристали цього мінералу іноді досягають значних розмірів. Зовнішній вигляд кристалів призматичний. Вони або рівномірно розвинені в усіх напрямках або дещо видовжені по [001]. Звичайні форми на кристалах топаза — призми {110}, {120}, {021}, {041}, біпіраміди {111}, {223}, інколи сильно розвинений пінакоїд {011}. Кристали топаза багаті простими формами (відомо понад 140 форм).

### Типи кристалів
- мурзінський — із сильно розвинутим третім пінакоїдом;
- адун-чілонський — із сильно розвиненою призмою {021} і зовсім нерозвиненим третім пінакоїдом;
- ільменський [Архівовано 24 лютого 2020 у Wayback Machine.] — з більш або менш рівномірно розвиненими гранями.

## Фізичні властивості
Прозорий без кольору або забарвлений у бліді кольори — жовтий, інколи блакитний, рожевий, зелений тощо. Твердість 8, густина 3,5—3,6. Блиск скляний. Злам — раковистий. Спайність досконала по пінакоїду (001). Колір риски — білий.

## Діагностичні ознаки
Характерними ознаками топаза є зовнішній вигляд кристалів, висока твердість, а також досконала спайність по пінакоїду (001). Розкладається фосфорною сіллю з виділенням SiO2.

## Утворення і родовища
Топаз утворюється пневматолітовим шляхом із легких фтористих сполук, зв'язаних з інтрузіями кислих порід. У пегматитових та пневматолітових жилах він асоціює з кварцом, польовим шпатом, слюдами, каситеритом, турмаліном, флюоритом, берилом, вольфрамітом, шеєлітом. Це типовий мінерал так званих грейзенів, які являють собою змінену пневматолітово-гідротермальними процесами породу гранітного типу. Польові шпати грейзенів перетворені в кварц та слюду і звичайно містять топаз і каситерит. Відомі також утворення топаза, які виникли гідротермальним шляхом.
Родовища ювелірного топазу (переважно в пегматитових жилах) знаходяться в Україні (на Волині), Бразилії (штат Мінас-Жерайс), РФ (Забайкалля, Урал), на о. Мадагаскар, в Пакистані, Японії. Велике промислове значення мають розсипні родовища, з яких топаз видобувають разом з іншими самоцвітами.

## Використання
Топаз — дорогоцінний камінь другого — третього класу. Застосування — як дорогоцінний камінь. Найкоштовнішими є рожеві, блакитні і темно-жовті топази.

## Топаз в Україні
Родовища топазів в Україні належать до найвідоміших у світі. Вони поширені в Кристалічному масиві на північному сході Волині і пов'язані з пеґматитовими жилами. Українські топази переважно рожеві і блакитні з високими ювелірними якостями; вага від кількох грамів — до кількох кілограмів. Унікальні кристали топазу знайдено на Волинському родовищі вагою 68 кг (1952) і геологами Іршанського гірничо-збагачувального комбінату — 117 кг.
Найбільший в Україні природний топаз зареєстрований у квітні 2025 року в Книзі Рекордів України був видобутий на Волинському родовищі. Габарити топазу-рекордсмену склали - 80,3 см ₓ 47,6 см та вагою у 205 кг. Гігантський природний топаз  продемонстровано на виставці рідкісного каміння з Волинського родовища Stone Universe (м. Київ)..

## Різновиди
Залежно від виду, властивостей, місця знахідки, особливостей складу розрізняють топази:
- Аквамариновий (топаз зеленувато-блакитного кольору);
- Арабський (торгова назва зеленуватого топазу);
- Білий (безбарвний топаз);
- Благородний (прозорий кристал топазу ювелірної якості);
- Богемський (1. Гірський кришталь жовтого кольору; 2. Цитрин. 3. Флюорит жовтого кольору. 4. Просмажений аметист), браганційський (безбарвний коштовний кристал топазу вагою в 1680 кар. З Португалії);
- Бразилійський (торговельна назва золотистого різновиду топазу з Бразилії);
- Гіацинтовий (1. Гіацинт. 2. Торговельна назва оранжево-червоного циркону);
- Гіньйозький (коричнево-червоний цитрин з Гіньйози, Іспанія);
- Горючий (топаз, який при термічному руйнуванні набуває рожевого кольору);
- Димчастий (кварц димчастий);
- Жовтий (торговельна назва жовтого просмаженого аметисту);
- Західний (цитрин);
- Зірчастий (1. Топаз з явищами астеризму. 2. Торговельна назва жовтого зірчастого сапфіру);
- Золотистий (торговельна назва цитрину, який одержаний шляхом нагрівання кварцу або аметисту);
- Індійський (1. Торговельна назва шафрано-жовтого топазу з Цейлону. 2. Цитрин);
- Іспанський (1. Просмажений кварц димчастий. 2. Торговельна назва жовтого гірського кришталю з Іспанії. 3. Торговельна назва цитрину або випаленого аметисту);
- Каліфорнійський (безбарвний або блакитний топаз з Півд. Каліфорнії);
- Кварцовий (цитрин), колорадський (1. Кварц буро-жовтого кольору. 2. Безбарвний та світло-блакитний топаз зі шт. Колорадо, США. 3. Цитрин),
- Королівський (1. Жовтий топаз з о. Шрі-Ланка. 2. Світло-жовтий цитрин. 3. Топаз блакитного кольору. 4. Прозорий жовто-помаранчевий корунд — т. зв. падпараджа або падпарадшах);
- Коштовний (1. Різновид топазу, який використовується для ювелірних виробів. 2. Жовтувато-коричневий корунд);
- Топаз Лілової Гори (топаз блакитного кольору з родов. Лілова Гора, шт. Каліфорнія, США);
- Мадейрський (1. Цитрин. 2. Просмажений буро-червоний аметист. 3. Коричневий синтетичний сапфір);
- Топаз Максвелл Стюарт (безбарвний кристал топазу з о. Шрі-Ланка вагою 369 кар.);
- Мурзінський (світло-блакитний коштовний різновид топазу з р-ну р. Мурзінка, Урал, РФ);
- Науковий (штучний корунд світло-рожевого кольору), помаранчевий (топаз іспанський);
- Передельський (топаз світло-зеленого до жовтувато-зеленого кольору);
- Рожевий (топаз рожевого кольору, який при нагріванні стає жовтим або коричневим);
- Російський (топаз уральський);
- Саксонський (цитрин), саламанкський (1. Цитрин з Кордови, Іспанія. 2. Топаз гіньйозький);
- Сибірський (1. Топаз уральський. 2. Безбарвний, блакитний або жовтий топаз із Забайкалля. 3. Блакитний або зелений топаз із Камчатки. 4. Блакитний топаз з р-ну р. Мурзінка, Урал, РФ);
- Східний (торговельна назва коштовного прозорого різновиду корунду жовтого кольору);
- Уральський (топаз жовтого, рожевого, фіолетового кольору, а також безбарвний з р-ну р. Санарка, Півд. Урал, РФ);
- Уругвайський (торговельна назва просмаженого кварцу буро-червоного кольору з Уругваю);
- Фальшивий (1. Жовтий або жовто-коричневий флюорит. 2. Торговельна назва жовтих різновидів кришталю гірського та флюориту. 3. Цитрин);
- Хересовий (топаз, забарвлений у колір вина херес);
- Хризолітовий (топаз зеленувато-жовтого до світлого жовтувато-зеленого кольору);
- Шотландський (кварц димчастий з Шотландії).

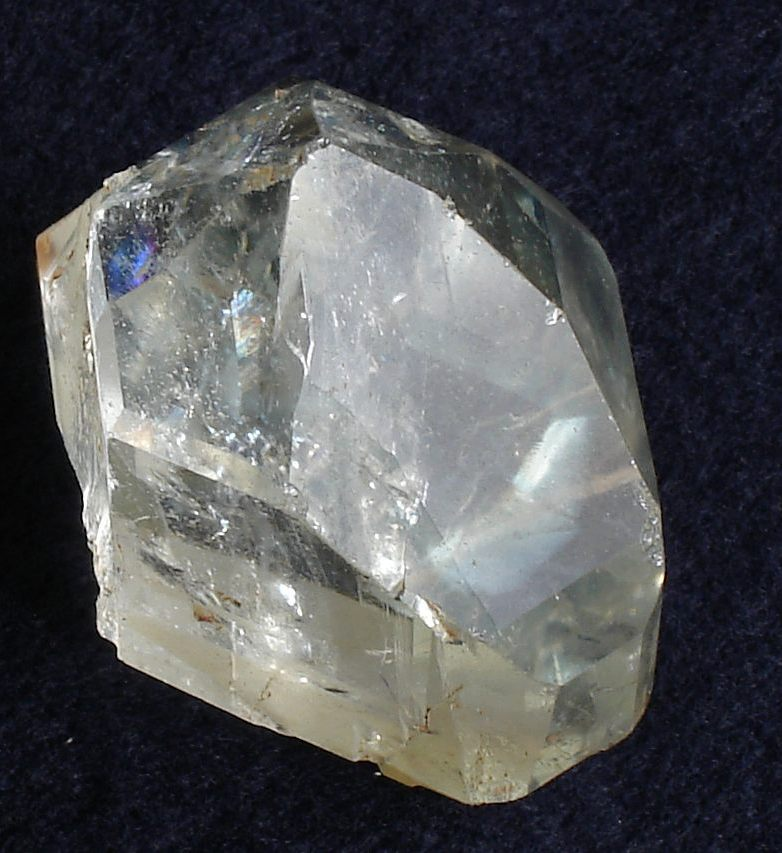
Безколірний топаз, Мінас-Жерайс, Бразилія
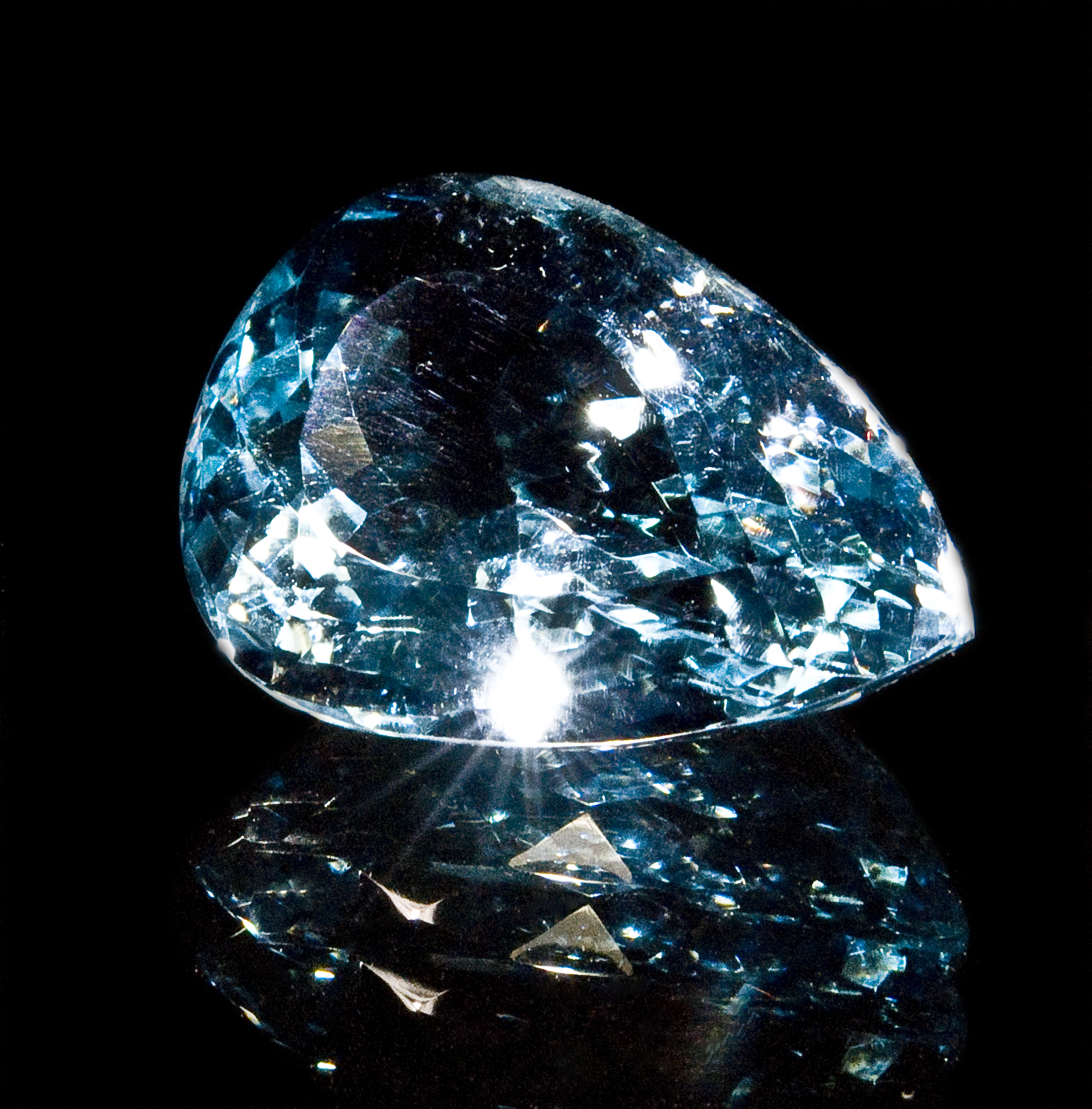
Гранований блакитний топаз
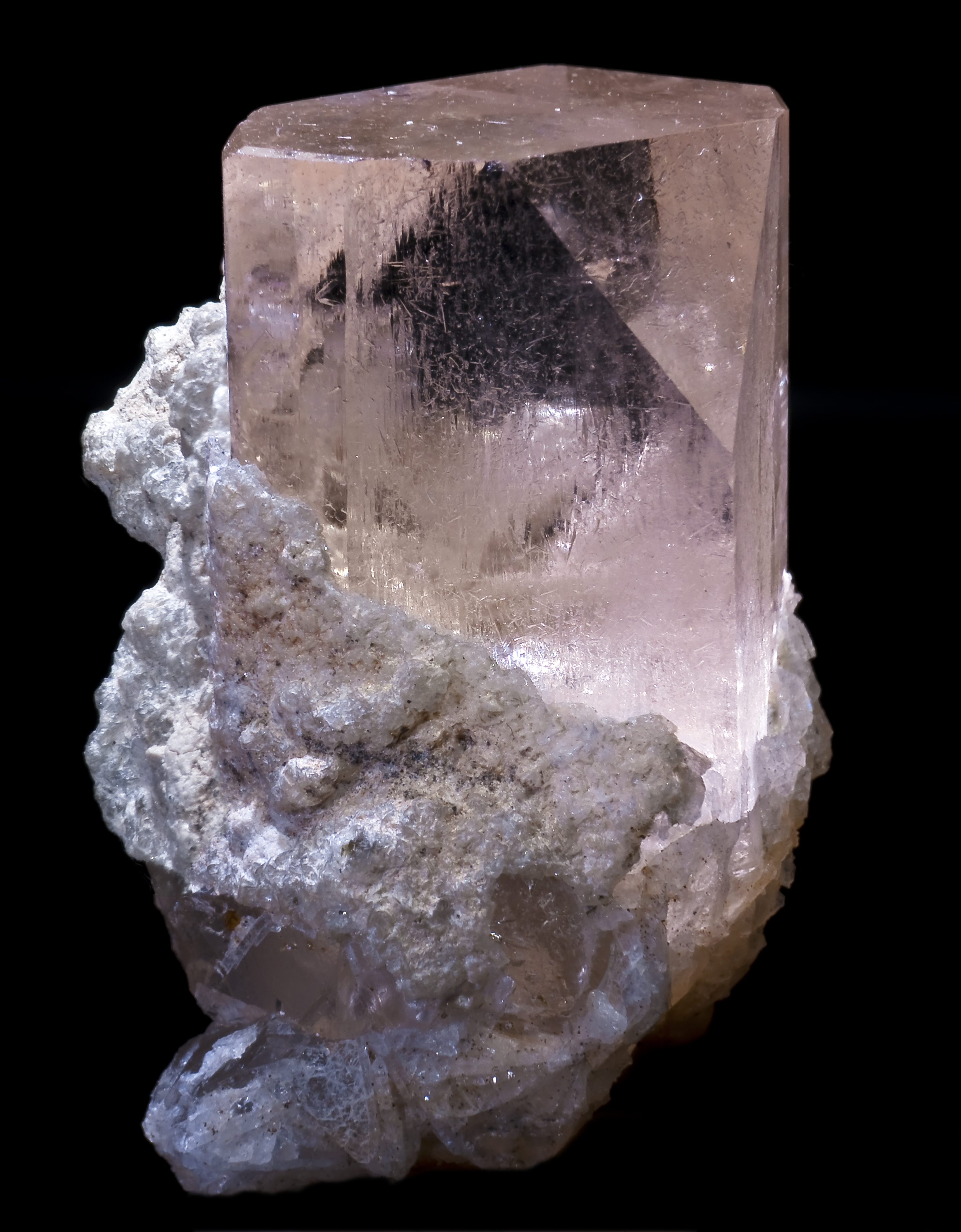
Рожевий топаз
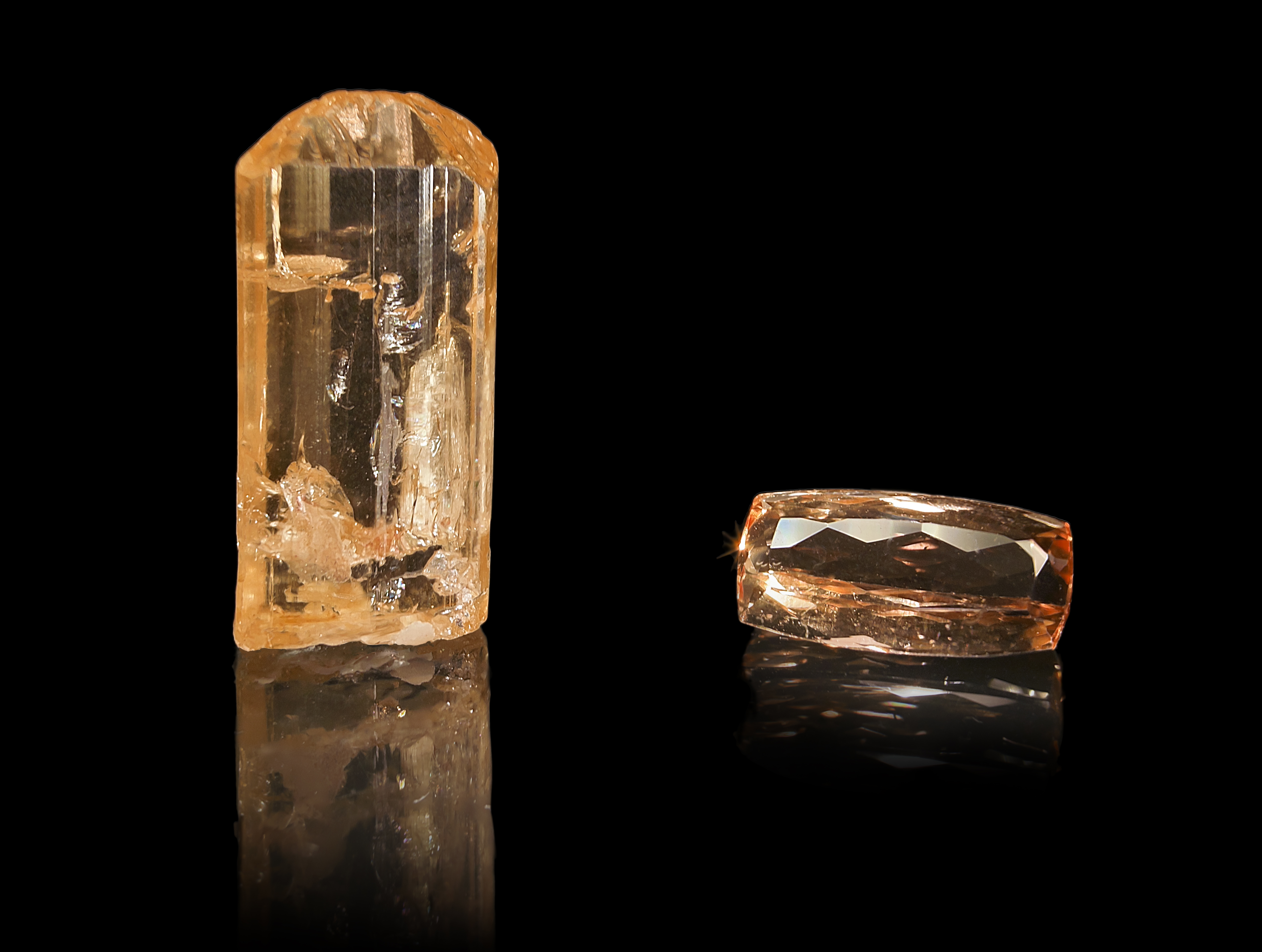
Дорогоцінний імперіал-топаз